# Доходный дом К. Х. Кельдаля
Доходный дом К. Х. Кельдаля — памятник архитектуры. Расположен в Петроградском районе Санкт-Петербурга, современный адрес дома — Каменноостровский проспект, 13, улица Мира, 2, Дивенская улица (Австрийская площадь).
Третье здание из ансамбля, построенного В. В. Шаубом на Австрийской площади. Сооружено в 1902—1903 годах для почётного гражданина К. Х. Кельдаля. Основной фасад заглублён, украшен в формах югендстиля. Башня и эркер здания смещены в сторону улицы Мира, в оформлении использованы различные эркеры и балконы, разные формы и группировка окон, переменная ритмика членений. На 2012 год были утрачены три шатровых завершения здания.
В фасадах чередуются ровные поверхности и зернистая штукатурка, рельефные орнаменты и майоликовые вставки зелёного цвета.
В парадной лицевого корпуса в окне на промежуточной площадке между 4 и 5 этажами на 2020 год сохранился фрагмент свинцово-паечного витража.